# Cremastra unguiculata
Cremastra unguiculata är en orkidéart som först beskrevs av Achille Eugène Finet, och fick sitt nu gällande namn av Achille Eugène Finet. Cremastra unguiculata ingår i släktet Cremastra, och familjen orkidéer. Inga underarter finns listade i Catalogue of Life.